# Hitzone Gold
Radio 538 Hitzone Gold is een verzamelalbum. Het album, onderdeel van de serie Hitzone, werd op 3 juli 2009 uitgegeven door de Nederlandse radiozender Radio 538. Radio 538 Hitzone Gold belandde op de 3e plaats in de Compilation Top 30 en wist deze positie een week te behouden.

## Nummers
| Nr. | Titel                 | Uitvoerend artiest          | Duur |
| --- | --------------------- | --------------------------- | ---- |
| 1.  | Clocks                | Coldplay                    | 4:11 |
| 2.  | Girl                  | Anouk                       | 3:31 |
| 3.  | Poker Face            | Lady Gaga                   | 3:57 |
| 4.  | Say It Right          | Nelly Furtado               | 3:35 |
| 5.  | Pon de Replay         | Rihanna                     | 3:34 |
| 6.  | Hips Don't Lie        | Shakira feat. Wyclef Jean   | 3:38 |
| 7.  | This Is the Life      | Amy Macdonald               | 3:04 |
| 8.  | Apologize             | Timbaland feat. OneRepublic | 3:05 |
| 9.  | She                   | DI-RECT                     | 4:03 |
| 10. | Que sí, que no        | Jody Bernal                 | 3:12 |
| 11. | Trick Me              | Kelis                       | 3:27 |
| 12. | Genie in a Bottle     | Christina Aguilera          | 3:37 |
| 13. | Love Is Gone          | David Guetta                | 3:21 |
| 14. | Love Song             | Sara Bareilles              | 3:52 |
| 15. | Nine Million Bicycles | Katie Melua                 | 3:14 |
| 16. | Heb je even voor mij  | Frans Bauer                 | 3:17 |
| 17. | So Incredible         | Ilse DeLange                | 2:56 |

| Nr. | Titel                     | Uitvoerend artiest                      | Duur |
| --- | ------------------------- | --------------------------------------- | ---- |
| 1.  | Rood                      | Marco Borsato                           | 5:18 |
| 2.  | Hollaback Girl            | Gwen Stefani                            | 3:21 |
| 3.  | I Kissed a Girl           | Katy Perry                              | 3:00 |
| 4.  | Sweet Goodbyes            | Krezip                                  | 3:11 |
| 5.  | Make You Feel My Love     | Adele                                   | 3:31 |
| 6.  | Spice Up Your Life        | Spice Girls                             | 2:56 |
| 7.  | No Worries                | Simon Webbe                             | 3:29 |
| 8.  | Cry Me a River            | Justin Timberlake                       | 4:49 |
| 9.  | No One                    | Alicia Keys                             | 4:06 |
| 10. | Rain Down on Me           | Kane                                    | 4:08 |
| 11. | Désenchantée              | Kate Ryan                               | 3:41 |
| 12. | Sweet About Me            | Gabriella Cilmi                         | 3:22 |
| 13. | Don't Phunk with My Heart | The Black Eyed Peas                     | 4:04 |
| 14. | I Want It That Way        | Backstreet Boys                         | 3:35 |
| 15. | I Turn to You             | Melanie C                               | 4:14 |
| 16. | This Love                 | Maroon 5                                | 3:28 |
| 17. | Mas que nada              | Sérgio Mendes feat. The Black Eyed Peas | 3:33 |

| Nr. | Titel                      | Uitvoerend artiest        | Duur |
| --- | -------------------------- | ------------------------- | ---- |
| 1.  | Mercy                      | Duffy                     | 3:40 |
| 2.  | Relax, Take It Easy        | Mika                      | 3:42 |
| 3.  | It Wasn't Me               | Shaggy feat. RikRok       | 3:48 |
| 4.  | Watskeburt?!               | De Jeugd van Tegenwoordig | 3:30 |
| 5.  | Because of You             | Kelly Clarkson            | 3:38 |
| 6.  | ...Baby One More Time      | Britney Spears            | 3:31 |
| 7.  | Dilemma                    | Nelly feat. Kelly Rowland | 4:49 |
| 8.  | Uptown Girl                | Westlife                  | 3:05 |
| 9.  | Something                  | Lasgo                     | 3:41 |
| 10. | Bleeding Love              | Leona Lewis               | 4:00 |
| 11. | Wêr bisto                  | Twarres                   | 3:44 |
| 12. | In da Club                 | 50 Cent                   | 3:45 |
| 13. | Sitting Down Here          | Lene Marlin               | 3:52 |
| 14. | That Don’t Impress Me Much | Shania Twain              | 4:26 |
| 15. | Get the Party Started      | P!nk                      | 3:11 |
| 16. | Geef mij je angst          | Guus Meeuwis              | 3:38 |